# Wereldkampioenschappen zwemmen 2009 - 400 meter vrije slag mannen
De 400 meter vrije slag mannen op de Wereldkampioenschappen zwemmen 2009 vond plaats op 26 juli 2009, series en finale. Op dit onderdeel mogen de zwemmers zelf bepalen in welke slag ze de wedstrijd zwemmen (in tegenstelling tot de rugslag-, schoolslag- en vlinderslagnummers), bijna alle zwemmers maken gebruik van de borstcrawl. Omdat het zwembad waarin de wedstrijd gehouden werd 50 meter lang is, bestond de race uit acht baantjes. Na afloop van de series kwalificeren de acht snelste zwemmers zich voor de finale. Titelverdediger is de Zuid-Koreaan Park Tae-Hwan.

## Podium
| Goud            | Goud | Zilver           | Zilver | Brons     | Brons |
| --------------- | ---- | ---------------- | ------ | --------- | ----- |
| Paul Biedermann | GER  | Oussama Mellouli | TUN    | Zhang Lin | CHN   |

## Records
Voorafgaand aan het toernooi waren dit het wereldrecord en het kampioenschapsrecord
| Wereldrecord         | Ian Thorpe | 3.40,08 | Manchester, Groot-Brittannië | 30 juli 2002 |
| Kampioenschapsrecord | Ian Thorpe | 3.40,17 | Fukuoka, Japan               | 22 juli 2001 |

## Uitslagen

### Series
| Rang | Serie | Baan | Naam                  | Nationaliteit       | Tijd    | Bijz. |
| ---- | ----- | ---- | --------------------- | ------------------- | ------- | ----- |
| 1    | 9     | 2    | Paul Biedermann       | Duitsland           | 3.43,01 | Q, ER |
| 2    | 9     | 4    | Zhang Lin             | China               | 3.43,58 | Q     |
| 3    | 8     | 4    | Oussama Mellouli      | Tunesië             | 3.43,78 | Q     |
| 4    | 8     | 3    | Mads Glæsner          | Denemarken          | 3.44,59 | Q     |
| 5    | 10    | 5    | Peter Vanderkaay      | Verenigde Staten    | 3.45,49 | Q     |
| 6    | 9     | 3    | David Davies          | Verenigd Koninkrijk | 3.45,43 | Q     |
| 7    | 8     | 5    | Ryan Cochrane         | Canada              | 3.45,52 | Q     |
| 8    | 8     | 6    | Gergő Kis             | Hongarije           | 3.45,68 | Q     |
| 9    | 9     | 7    | Daniel Madwed         | Verenigde Staten    | 3.45,95 |       |
| 10   | 9     | 5    | Nikita Lobintsev      | Rusland             | 3.45,97 |       |
| 11   | 10    | 2    | Robert Hurley         | Australië           | 3.46,01 |       |
| 12   | 10    | 4    | Park Tae-Hwan         | Zuid-Korea          | 3.46,04 |       |
| 13   | 10    | 8    | Jean Basson           | Zuid-Afrika         | 3.46,64 |       |
| 14   | 9     | 0    | Robert Renwick        | Verenigd Koninkrijk | 3.46,75 |       |
| 15   | 10    | 3    | Takeshi Matsuda       | Japan               | 3.46,95 |       |
| 16   | 10    | 6    | Massimiliano Rosolino | Italië              | 3.47,05 |       |
| 17   | 8     | 7    | Cesare Sciocchetti    | Italië              | 3.47,40 |       |
| 18   | 10    | 0    | Sun Yang              | China               | 3.47,51 |       |
| 19   | 9     | 8    | David Brandl          | Oostenrijk          | 3.47,61 |       |
| 20   | 10    | 7    | Ahmed Mathlouthi      | Tunesië             | 3.47,83 |       |
| 21   | 10    | 1    | Ryan Napoleon         | Australië           | 3.47,98 |       |
| 22   | 8     | 1    | Pal Joensen           | Faeröer             | 3.48,93 |       |
| 23   | 10    | 9    | Jon Rud               | Denemarken          | 3.49,17 |       |
| 24   | 7     | 4    | Peter Bernek          | Hongarije           | 3.49,43 |       |

### Finale
| Rang   | Baan | Naam             | Nationaliteit       | Tijd    | Bijz. |
| ------ | ---- | ---------------- | ------------------- | ------- | ----- |
| Goud   | 4    | Paul Biedermann  | Duitsland           | 3.40,07 | WR    |
| Zilver | 3    | Oussama Mellouli | Tunesië             | 3.41,11 |       |
| Brons  | 5    | Zhang Lin        | China               | 3.41,35 |       |
| 4      | 2    | Peter Vanderkaay | Verenigde Staten    | 3.43,20 |       |
| 5      | 6    | Mads Glæsner     | Denemarken          | 3.44,40 |       |
| 6      | 8    | Gergő Kis        | Hongarije           | 3.46,30 |       |
| 7      | 1    | Ryan Cochrane    | Canada              | 3.46,60 |       |
| 8      | 7    | David Davies     | Verenigd Koninkrijk | 3.47,02 |       |